# Projeto soviético da bomba atômica
Projeto soviético da bomba atômica (em russo: Создание советской атомной бомбы), foi um projeto ultra secreto de pesquisa e desenvolvimento iniciado durante a Segunda Guerra Mundial, quando a União Soviética tomou ciência do projeto nuclear dos aliados: Estados Unidos,
Reino Unido e Canadá.
Muito em função dos recursos e conhecimentos obtidos sobre artefatos atômicos da Alemanha e através de técnicos envolvidos nos projetos dos Estados Unidos e da Inglaterra que se tornaram espiões fornecendo informações valiosas, a União Soviética conduziu seu primeiro teste de arma atômica usando um dispositivo de implosão, o RDS-1 similar a bomba que foi jogada contra Nagasáki, codinome Primeiro Relâmpago em 29 de Agosto de 1949, no O Polígono, no Cazaquistão. Com o sucesso desse teste, a União Soviética se tornou o segundo país a detonar um dispositivo nuclear, depois dos Estados Unidos.
O primeiro teste soviético de uma bomba de hidrogênio, ocorreu em 22 de Novembro de 1955. Ela foi chamada de RDS-37 pelos soviéticos. Era um desenho de implosões radioativas termonucleares multi estágios chamada "Terceira ideia" de Sakharov na URSS e Desenho Teller-Ulam nos Estados Unidos.

## Principais personagens
- Andrei Sakharov
- Igor Kurchatov
- Lavrentiy Beria